# Sembirkadipaten
Sembirkadipaten is een bestuurslaag in het regentschap Kebumen van de provincie Midden-Java, Indonesië. Sembirkadipaten telt 1236 inwoners (volkstelling 2010).